# William Strong (Jurist)

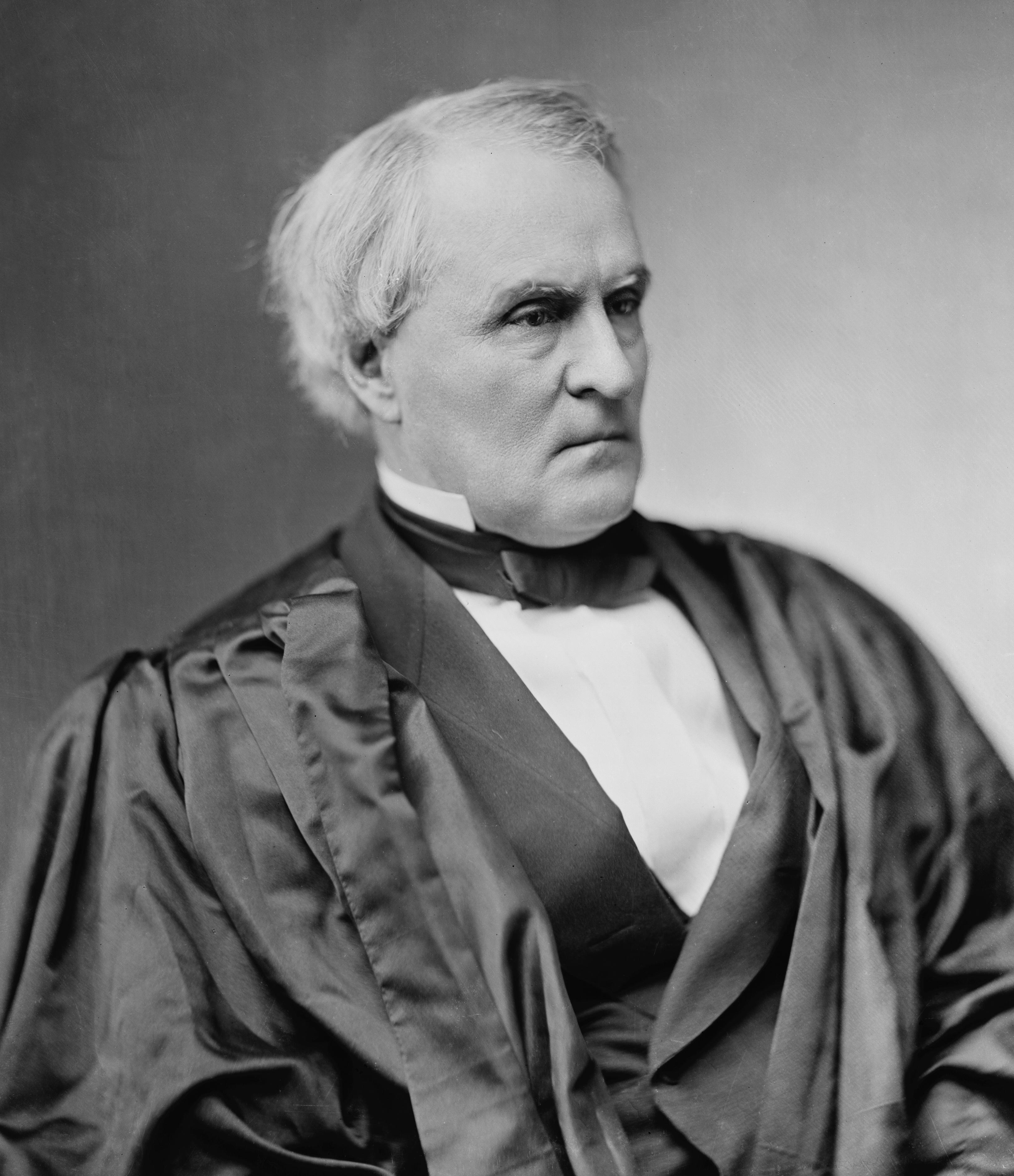
William Strong

William Strong (* 6. Mai 1808 in Somers, Connecticut; † 19. August 1895 in Lake Minnewassa, New York) war ein US-amerikanischer Politiker der Demokratischen Partei und Jurist, der unter anderem den Bundesstaat Pennsylvania im US-Repräsentantenhaus vertrat und zwischen 1870 und 1880 Richter am Obersten Gerichtshof der USA (US Supreme Court) war.

## Leben
Nach dem Besuch der Munson Academy studierte er an der Yale University und schloss dieses Studium 1828 ab. Danach war er als Lehrer in New Haven tätig und studierte daneben Rechtswissenschaften. Nach seiner anwaltlichen Zulassung in Pennsylvania ließ er sich 1832 als Rechtsanwalt in Reading nieder.
Später begann er eine politische Laufbahn in der Demokratischen Partei und war vom 4. März 1847 bis zum 3. März 1851 Mitglied des US-Repräsentantenhauses für Pennsylvania, dessen neunten Kongresswahlbezirk er vertrat. Während seiner Abgeordnetentätigkeit war er außerdem von März 1849 bis März 1851 Vorsitzender des Wahlausschusses (US House Committee on Elections).
1850 verzichtete er auf eine erneute Kandidatur und nahm stattdessen nach seinem Ausscheiden aus dem Parlament wieder seine Tätigkeit als Rechtsanwalt auf. 1857 wurde er zum Richter an den Supreme Court of Pennsylvania berufen und gehörte diesem bis 1868 an, ehe er anschließend zwei Jahre als Rechtsanwalt in Philadelphia arbeitete.
Am 7. Februar 1870 berief US-Präsident Ulysses S. Grant Strong, der mittlerweile Mitglied der Republikanischen Partei war, zum Beigeordneten Richter am Obersten Gerichtshof der USA und damit zum Nachfolger von Robert Cooper Grier. Der ursprünglich von Grant nominierte ehemalige Kriegsminister Edwin M. Stanton war noch vor Amtsantritt verstorben. Das Amt des Associate Justice bekleidete er mehr als zehn Jahre bis zu seinem Rücktritt am 14. Dezember 1880 und seiner Ablösung durch William Burnham Woods. 
1876 gehörte er zu den Mitgliedern einer fünfzehnköpfigen Wahlkommission, die sich zu gleichen Teilen aus je fünf Mitgliedern des US-Repräsentantenhauses, des US-Senats und des Obersten Gerichtshofes zusammensetzte, und über den Disput bei den US-Präsidentschaftswahlen 1876 entscheiden musste. Die Wahlkommission entschied am 2. März endgültig, dass Rutherford B. Hayes die drei Südstaaten (und somit die Gesamtwahl gegen Samuel J. Tilden) gewonnen habe (dabei stimmten die jeweiligen Parteimitglieder jeweils für ihren Kandidaten). Am 5. März 1876 wurde Hayes als neuer Präsident vereidigt.
Während seiner Zugehörigkeit zum US Supreme Court wirkte er unter anderem im März 1880 an der Entscheidung zum Verfahren Strauder v. West Virginia mit, nach der der generelle Ausschluss von Schwarzen von Geschworenengerichten verfassungswidrig ist, weil dies gegen den 14. Zusatzartikel zur Verfassung der USA verstößt.
Nach seinem Ausscheiden aus dem US Supreme Court war er wiederum als Rechtsanwalt tätig. Strong, der sieben Kinder aus zwei Ehen hatte, war ein Cousin des demokratischen New Yorker Kongressabgeordneten Theron R. Strong und wurde nach seinem Tod auf dem Charles Evans Cemetery in Reading bestattet.